# AK-100

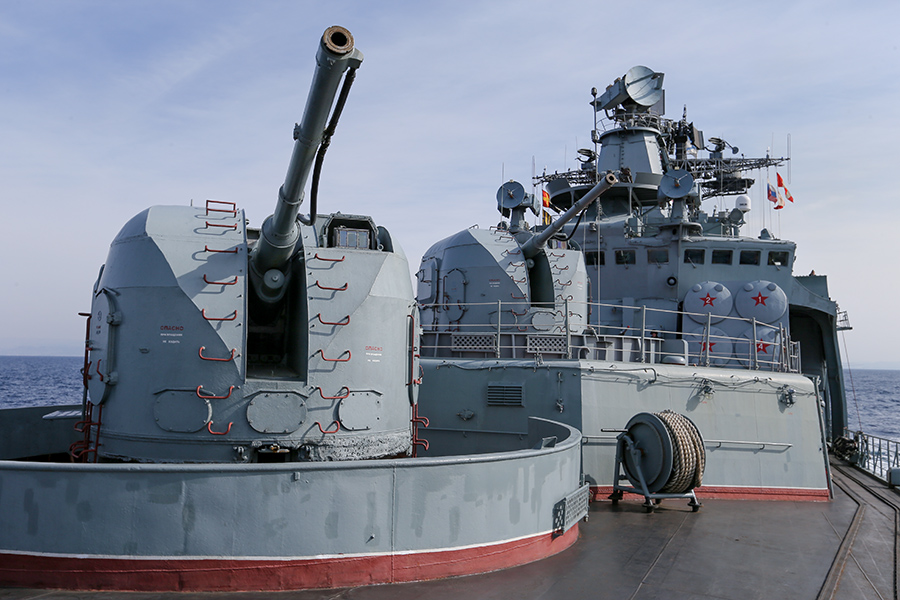
AK-100-Geschütze auf Projekt 1155, 2016

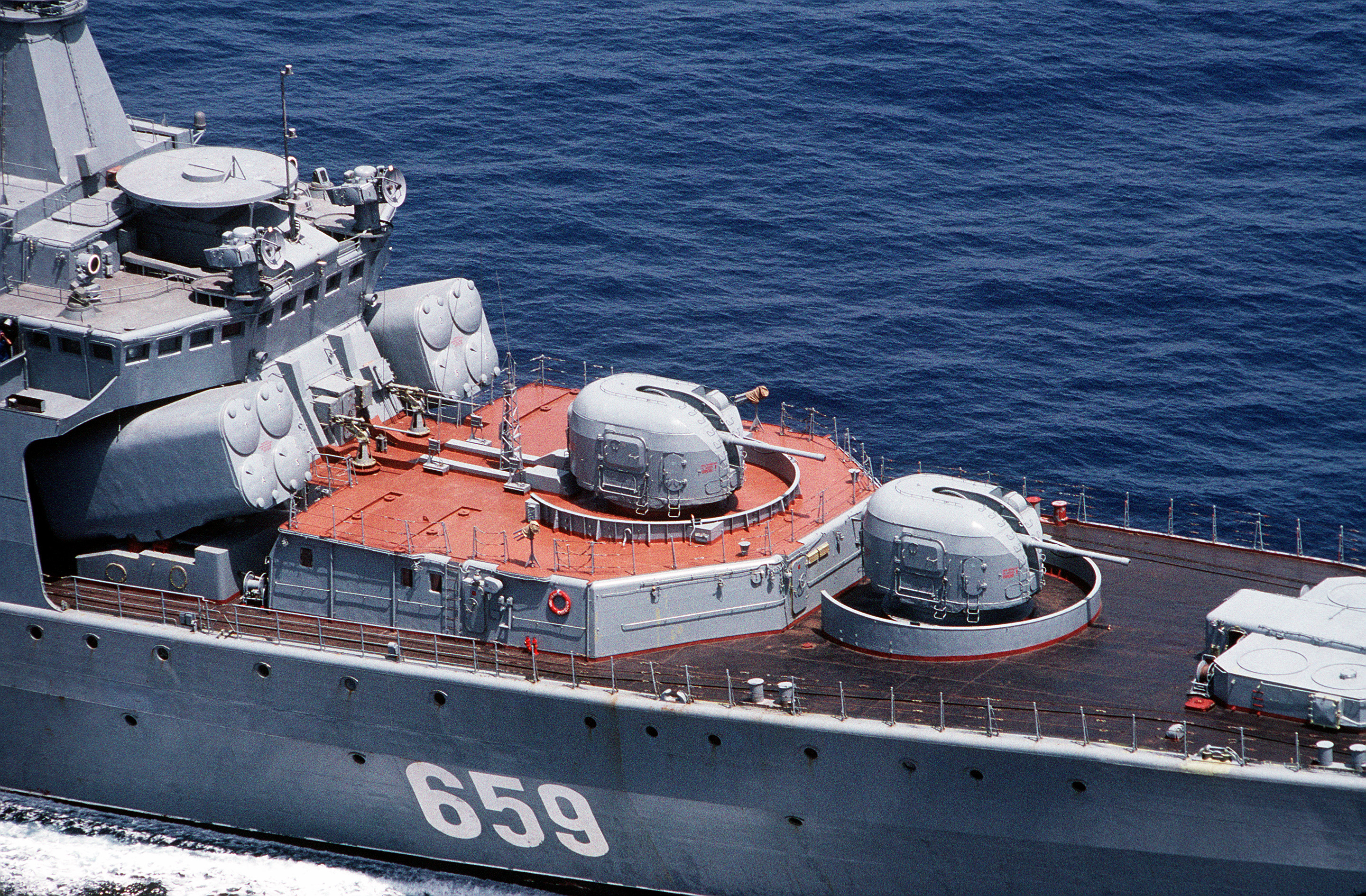
Die zwei AK-100-Geschütze auf dem Projekt 1155 Zerstörer Wize-Admiral Kulakow, 1988

Das AK-100 (Die Abkürzung AK steht für russisch Артиллерийский комплекс (Artillerijskij kompleks; dt.: Artilleriekomplex)) ist ein einläufiges Marinegeschütz vom Kaliber 100 mm. Es wurde in der Sowjetunion entwickelt und steht bis heute im Dienst der russischen Marine.

## Allgemein
Das Geschütz kann gegen Luft-, Land-  und Seeziele sowie anfliegende Marschflugkörper eingesetzt werden. Die Entwicklung begann Ende der 1960er-Jahre, 1973 wurde ein erster Prototyp getestet und 1976 wurde das Geschütz offiziell durch die sowjetische Marine in Dienst gestellt. Geladen wird das Geschütz vollautomatisch, wobei eine Kadenz von 50 bis 60 Schuss/min, einigen Quellen zufolge von 80 Schuss/min erreicht wird. Die maximale Reichweite liegt bei etwa 20 km. Zur Kühlung des Rohres wird Wasser verwendet.
Das AK-100 ist für den Einsatz auf mittelgroßen bis großen Schiffen ausgelegt.

## Technische Daten

### Geschütz
- Kaliber: 100 mm
- Läufe: 1
- Kadenz: 50–60 Schuss/min.
- Reichweite: maximal 20 km
- Höhenrichtbereich: −10°/+85°
- Mündungsgeschwindigkeit: 880 m/s
- Gewicht des Geschützes: 35,5 t

### Munition

#### Artillerie-Munition
OF-58
- Gewicht: 15,6 kg
- Länge: 1,026 m
- Sprengkopf: 1,53 kg

#### Flugabwehr-Munition
ZS-58
- Gewicht: 15,6 kg
- Länge: 1,036 m
- Sprengkopf: 1,53 kg

ZS-58P
- Gewicht: 15,6 kg
- Länge: 1,033 m
- Sprengkopf: 1,53 kg

## Plattformen
- Udaloy-Klasse (Projekt 1155)
- Neustraschimy-Klasse (Projekt 11540)
- Kirow-Klasse (Projekt 1144) (nur Admiral Uschakow)